# Bárbara Garofalo
Bárbara Garofalo (sinh tháng 8 năm 1992) là một nữ diễn viên, vũ công và cựu thần tượng tuổi teen người Venezuela.

## Tuổi thơ
Khi cô hai tuổi rưỡi, Bárbara Garofalo bắt đầu sự nghiệp với vai trò là một vũ công chuyên nghiệp vào năm 1995. Khoảng thời gian đó, cô bắt đầu tham gia các chương trình thời trang đường băng với tư cách là một người mẫu.

## Sự nghiệp
Năm 1999, Garofalo đóng vai chính trong bộ phim thiếu nhi của Venezuela, La Aventura Magica de Oscar (Cuộc phiêu lưu kỳ diệu của Oscar). Garofalo đã tham gia ba telenovela vào năm 1999: Carita Pintada (Khuôn mặt nhỏ bé), Hay Amores que Matan (Yêu mà giết) và Vive la Pepa (Pepa Lives).
Garofalo xuất hiện lần đầu diễn xuất quốc tế vào năm 2001, khi cô đến Colombia để diễn trong Mi Pequena Mama (Người mẹ nhỏ của tôi). Màn trình diễn này đã mở đường cho cô ấy tham gia vào bộ phim telenovela dành cho người lớn đầy kịch tính năm 2002 đánh La Venganza (The Vengeance), dẫn đến sự nổi tiếng ở Colombia. Sau đó cô đã phát hành một đĩa CD.
Năm 2003, cô được hỏi về kế hoạch tương lai của mình trong một cuộc điện thoại phỏng vấn, mà cô trả lời: "Mỗi một Thiên Chúa đã trong kế hoạch của Ngài. Tôi muốn giữ lại diễn xuất, [được] niềm đam mê lớn của tôi. Tôi đã liên lạc với [về điều đó ], nhưng không có kế hoạch cụ thể nào nữa. Tôi rất thích hát. Tôi đã viết một vài bài hát và tôi đang làm việc hướng tới mục tiêu đó. "